# Suyab
Suyab (cinese:碎葉/碎叶, pinyin: Suìyè, nota anche come Ordukent, attuale Ak-Beshim) è stata un'antica città posta lungo la via della seta 60 km a nord-est da Biškek e 6 km a sud-est da Tokmok, nella valle del fiume Ču in Kirghizistan.

## Storia
L'insediamento di mercanti Sogdiani si sparse lungo la via della seta nel V-VI secolo. Il nome della città deriva da quello del fiume Ču, la cui origine è dall'iraniano (suy + persiano ab per "acqua", "fiumi"). La sua esistenza fu registrata la prima volta dal pellegrino Xuánzàng che attraverso la regione nel 629.
Durante il regno di Tong Yabgu Qaghan, Suyab era la principale capitale del Khaganato turco occidentale. Il khaganato aveva anche una capitale estiva a Navekat, vicino alla fonte settentrionale del Tashkent nella valle del Talas. Esisteva una specie di simbiosi, con i Sogdiani responsabili della prosperità economica, ed i Göktürk a capo della sicurezza militare.
In seguito alla caduta del khaganato, Suyab venne assorbita dall'impero Tang, di cui fu l'avamposto più occidentale tra il 648 ed il 719. Una fortezza cinese fu costruita qui nel 679, ed il Buddhismo fu fiorente. Secondo alcuni racconti, il grande poeta Li Po nacque a Suyab. Il viaggiatore cinese Du Huan, che visitò Suyab dopo il 751, trovò tra le rovine un monastero buddhista ancora funzionante, dove abitava la principessa Jiaohe, figlia di Ashina Huaidao.
Suyab fu una delle Quattro Guarnigioni del protettorato di Anxi fino al 719, quando passò in mano a Sulu Khagan del Turgesh, nominato dalla corte cinese come "Qaghan Leale ed Obbediente". Dopo l'omicidio di Sulu nel 738, la città fu prontamente riconquistata dalle forze cinesi assieme a Talas. La fortezza fu strategicamente importante durante le guerre tra Cina e Tibet. Nel 766 la città fu conquistata da un re Qarluq, alleato del neonato Khaganato uiguro.
Si sa poco della successiva storia di Suyab, soprattutto dopo che i cinesi abbandonarono le Quattro Guarnigioni nel 787. Secondo David Nicolle Suyab forniva 80 000 soldati all'esercito Qarluq, ed era governata da un uomo noto come "Re degli Eroi". L'Hudud al-Alam, terminato nel 983, elenca Suyab come città da 20 000 abitanti. Si crede che sia stata soppiantata da Balasagun all'inizio dell'XI secolo, ed abbandonata poco dopo.

## Sito archeologico
Nel XIX secolo le rovine di Ak-Beshim furono erroneamente identificate con Balasagun, capitale dei Kara Khitay. Wilhelm Barthold, che visitò il sito nel 1893-94, fornì il proprio aiuto per l'identificazione. Nonostante gli scavi siano iniziati nel 1938, fu solo negli anni cinquanta che si capì che il sito era stato abbandonato all'inizio dell'XI secolo, e che quindi non poteva essere Balasagun, non divenuta fiorente prima del 1300.
Il sito archeologico di Suyab copre 30 ettari. Come testimonianza della diversità di Suyab, possiamo far notare che il sito contiene resti di fortificazioni cinesi, chiese cristiane, ossari zoroastriani e bal-bal turchi. Il sito è particolarmente ricco di statue e steli del Buddha. Oltre ai numerosi templi buddhisti, vi era una chiesa nestoriana ed un cimitero del VII secolo, e probabilmente anche un monastero del X secolo con affreschi ed inscrizioni in sogdiano e uiguro.